# Eiserfeld
Eiserfeld (mundartlich Esafählde, Esafähl oder Iserfell) ist ein Stadtteil der Großen Kreisstadt Siegen im Kreis Siegen-Wittgenstein in Nordrhein-Westfalen. Er liegt im äußersten Süden des Stadtgebietes und hat nach Siegen-Mitte die zweitgrößte Gemarkungsfläche der Stadt sowie die viertgrößte Einwohnerzahl nach der Kernstadt, Weidenau und Geisweid.
Von 1966 bis 1974 war Eiserfeld Sitz der gleichnamigen selbständigen Stadt Eiserfeld, die zum 1. Juli 1966 im Rahmen der kommunalen Gebietsreformen geschaffen wurde. 1967 wohnten in der Stadt 22.573 Einwohner. Sie wurde zum 1. Januar 1975 in die Stadt Siegen eingemeindet.

## Geografie

### Lage

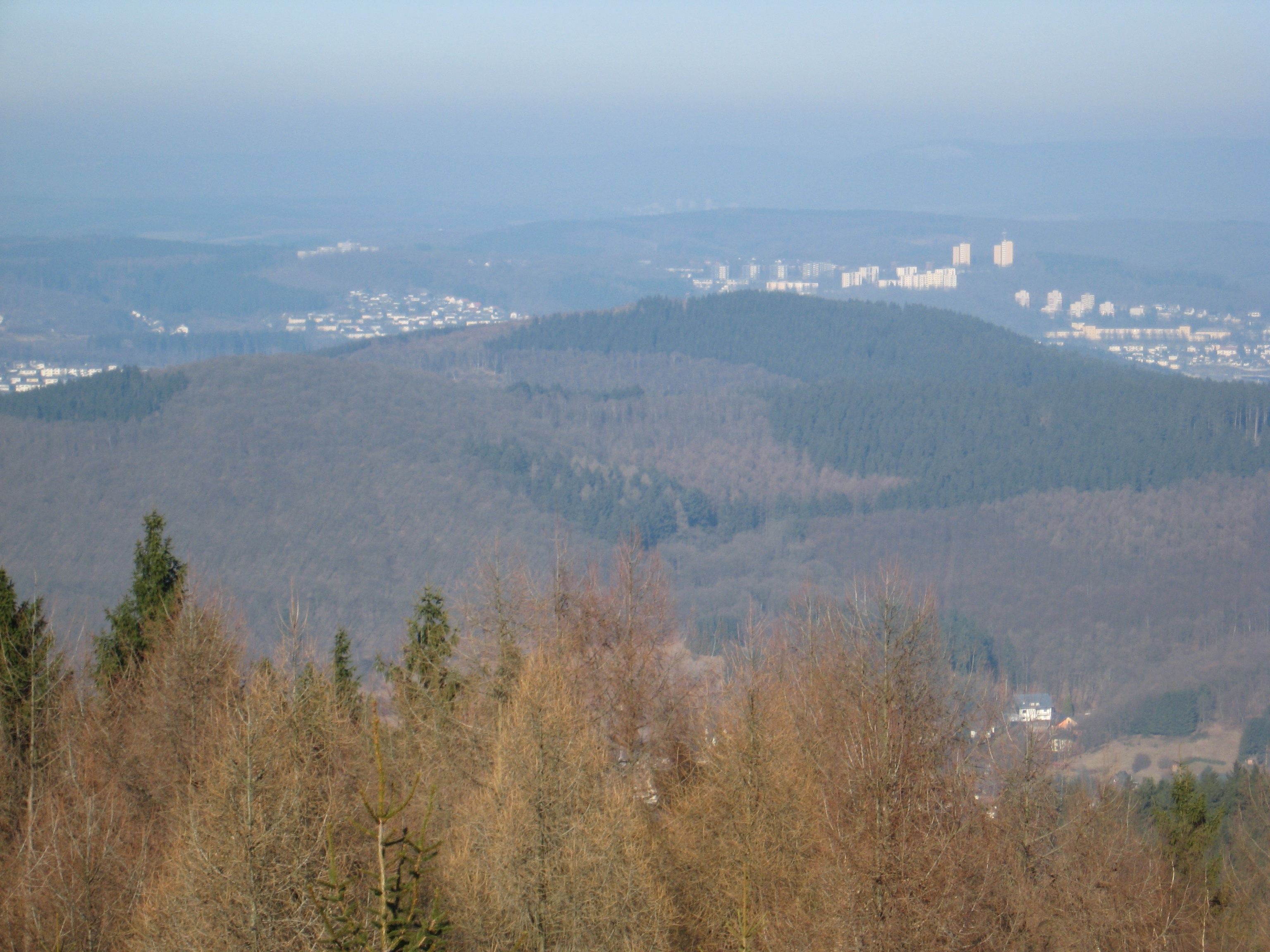
Der Gilberg zwischen Eiserfeld und Hengsbach

Eiserfeld liegt im Süden Siegens, die Ortsmitte etwa 5 km von der Siegener Oberstadt am Siegberg entfernt. Der Siegener Stadtteil bildet im Westen die Landesgrenze zum Landkreis Altenkirchen in Rheinland-Pfalz. Herausragende Landmarke ist die 106 m hohe Siegtalbrücke der A 45 (Sauerlandlinie).
Der Ort Eiserfeld liegt verteilt in mehreren Tälern auf einer Höhe zwischen 220 und 370 m und ist damit neben Niederschelden der am tiefsten liegende Ort im Kreisgebiet. Der größte Teil liegt am Mündungsende des Tales des Eisernbachs, der im Ort auf ca. 220 m Höhe in die Sieg mündet. Im Nordwesten macht diese, von Norden kommend, eine Schlaufe wieder nach Norden in Richtung Niederschelden. Der Eisernbach fließt von Eisern kommend leicht nördlich und mündet in der Siegschlaufe in diese. Im nördlichen Teil der Gemarkung fließt der Hengsbach ein schmales, steil ansteigendes Tal hinab und mündet auf ca. 225 m Höhe bereits in Niederscheldener Gemarkung in die Sieg. Südlich davon verläuft der Talsbach leicht parallel zum Eisernbach, in den er in der Ortsmitte mündet. Im südwestlichsten Teil der Gemarkung entspringt der Helsbach, der erst in östlicher Richtung fließt und nach etwa 1,5 km nach Norden abknickt. Ebenfalls in der Ortsmitte mündet er in den Eisernbach. Nördlich darüber fließt der ca. ein Kilometer lange Tretenbach in die Sieg.

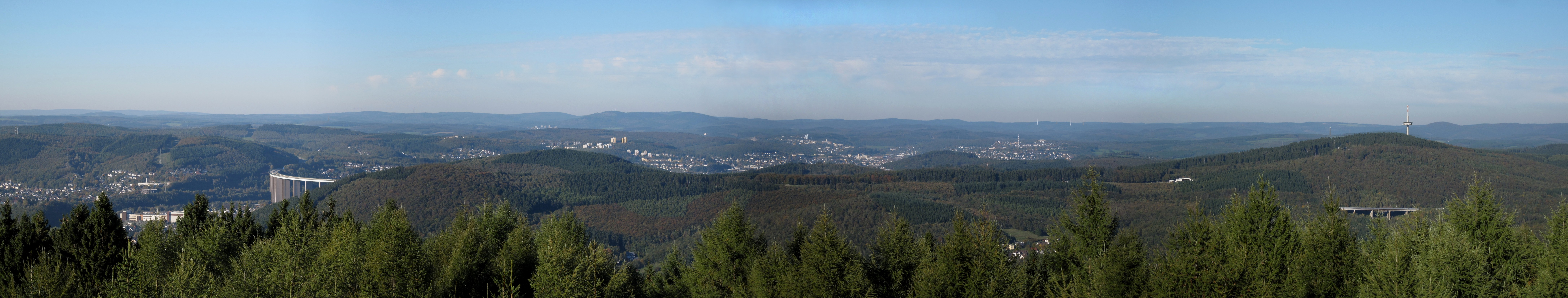
Panorama vom Pfannenbergturm; rechts die Eisernhardt, links davon der Höhenzug zum Gilberg und die Siegtalbrücke

Die südliche Gemarkungsgrenze ist gleichzeitig die Gebirgshöhe, die sich von der Großen Rausche zwischen Salchendorf, Wilden und Eisern bis zum Eichert an die Grenze zu Rheinland-Pfalz zieht. Auf dieser Linie befinden sich außerdem der Pfannenberg mit 499,2 m über NN, der den höchsten Berg der Stadt Siegen bildet und der 470 m hohe Römelskopf. Die Schränke bildet am südöstlichen Ende die Ecke zwischen den Gemarkungen Eiserfeld, Eisern und Salchendorf. Zwischen ihr und dem Eisernbach befindet sich der Michelsberg (385,5 m). Nördlich vom Römelskopf, zwischen dem Helsbach- bzw. Kesselborntal und dem Tal der Sieg liegt das mehrere Spitzen umfassende Eichertgebirge. Zwischen dem Eiserfelder Ortskern und den früher selbstständigen Höfen der Hengsbach im Norden der Gemarkung liegt der 425,9 m hohe Gilberg sowie dessen südlicher, 402,4 m hoher Ausläufer Hengsberg. Getrennt werden sie durch ein kleines Tal. Der Höhenzug setzt sich nach Osten in Richtung Eisernhardt und nach Norden zu Ählskopf (356,8 m) und Rosterberg fort.

### Nachbarorte
Eiserfeld grenzt im Nordwesten an den Stadtteil Niederschelden und im Norden an die Siegener Kernstadt, im Osten an Eisern und im Süden an den Neunkirchener Ortsteil Salchendorf sowie Neunkirchen selbst. Im Westen grenzt die Ortsgemeinde Mudersbach im Landkreis Altenkirchen in Rheinland-Pfalz an.

### Klima
Aufgrund der tiefen Lage Eiserfelds ist es im Ort trockener und milder als im Übrigen Siegerland. Die Temperatur im Jahresdurchschnitt beträgt 7,8 °C, wärmster Monat ist der Juli mit 15,9 °C Durchschnitt. Kältester Monat ist der Januar mit −0,1 °C im Mittel. Der Jahresniederschlagswert liegt bei 963 mm im langjährigen Durchschnitt. Am meisten Regen fällt im Dezember mit 103 mm, am wenigsten im Mai mit 65 mm Niederschlag. Die Hauptwindrichtung ist Südwest bis West.

## Geschichte

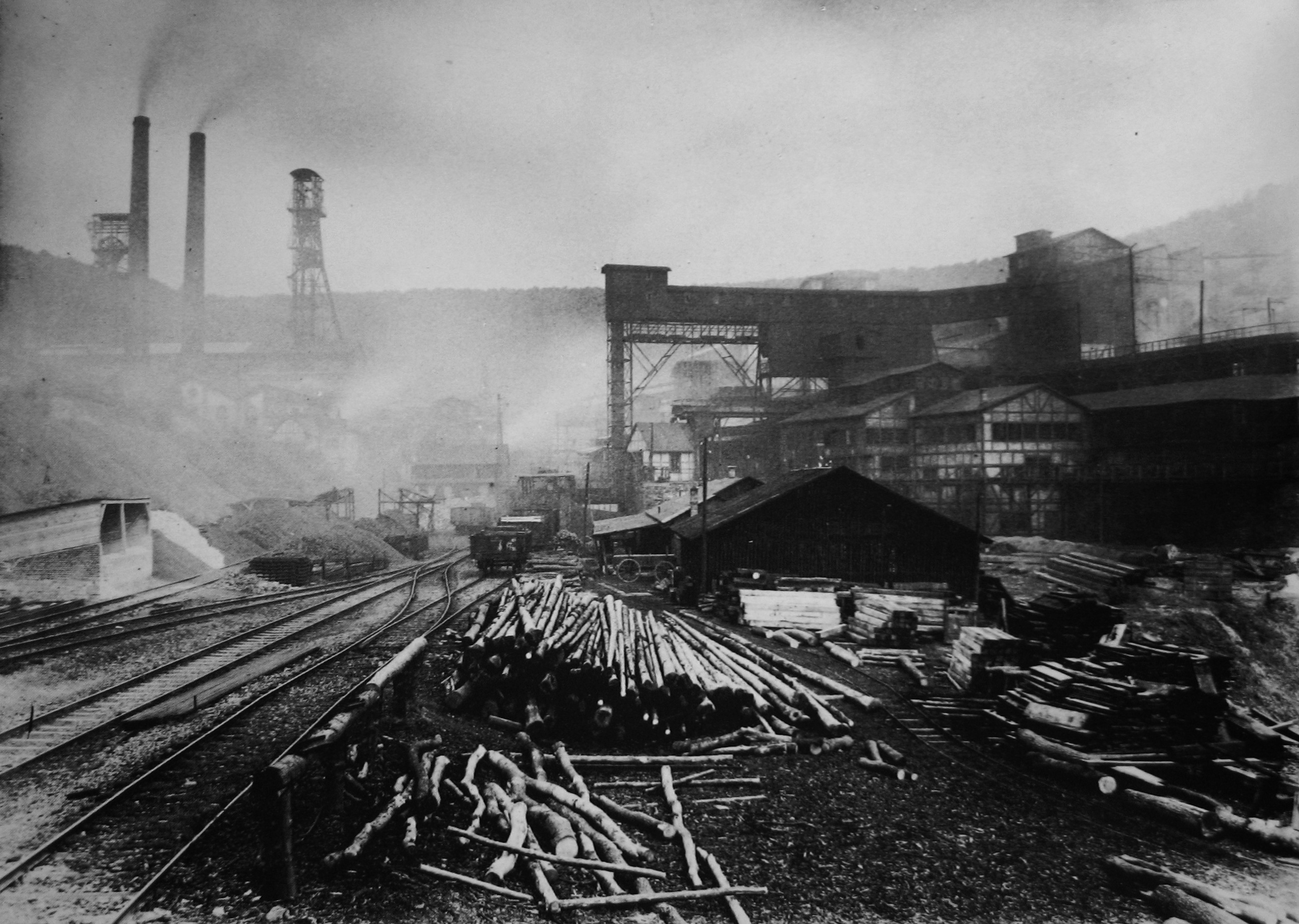
Die Tagesanlagen des Eisenzecher Zugs um 1910

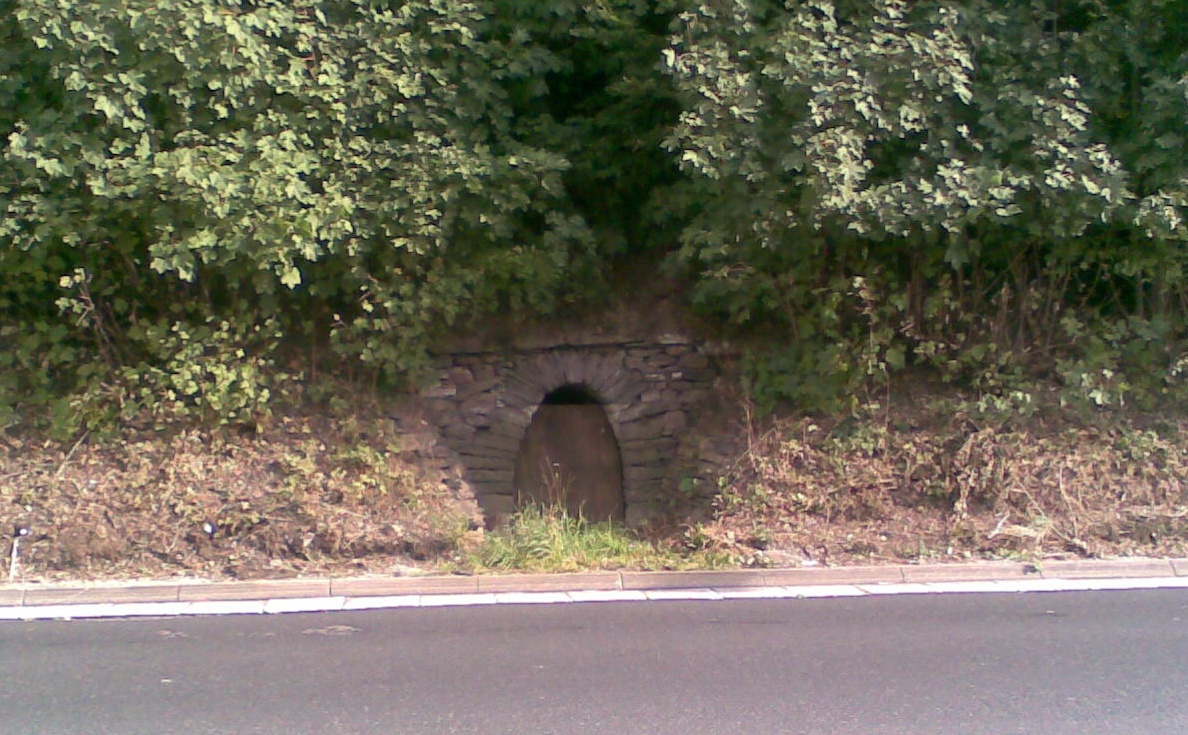
Ehemalige Kobaltgrube Hasselstrauch an der Eiserfelder Straße.

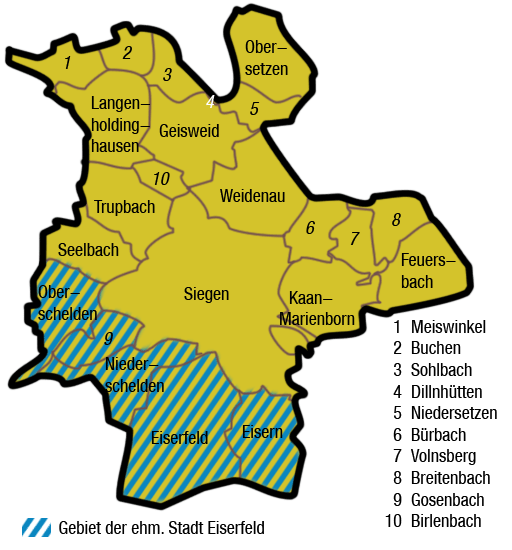
Ausdehnung der ehemaligen Stadt Eiserfeld

Fundstücke, die in den 1930er und 1980er Jahren ausgegraben wurden, weisen auf die Zeit um 600 bzw. 300 vor Christi Geburt hin. Der Raum Eiserfeld-Niederschelden-Hengsbach wurde wahrscheinlich aber erst in der Fränkischen Landnahme zwischen 720 und 800 endgültig besiedelt. Der Name Eiserfeld leitet sich von Ysernvelde ab und wurde am 1. Oktober 1292 erstmals urkundlich erwähnt. In dieser Urkunde tritt ein Ekehardus von Helfenberg seine in Eiserfeld gelegenen Güter und Zehnten an einen „Vrayz“ genannten Mann aus Siegen sowie dessen Sohn Helwig (Helwicus) und seinen anderen Erben ab. Der spätere Ortsteil Hengsbach wurde erstmals am 23. August 1288 in einer Urkunde erwähnt.
Die Geschichte Eiserfelds ist durch Bergbau und Hüttenwesen geprägt, von dem auch heute noch einige Spuren zu finden sind, wie zum Beispiel die Sandhalde in der Hubach, eine Halde mit Hüttensand der bereits 1463 erstmals erwähnten Eiserfelder Hütte. Die zweite Hütte, die Marienhütte, lag zwischen Eiserfeld und Siegen und war zwischen 1876 und 1925 in Betrieb. Sie war eine der ersten nach dem Bau der Bahnverbindung zwischen Ruhrgebiet und Siegerland entstandenen Hütten und musste im Zuge der Wirtschaftskrise wieder geschlossen werden. Zudem gab es noch eine Kupferhütte in Eiserfeld, die allerdings bereits 1818/20 geschlossen wurde. Hinweise auf die Verhüttung gehen bis in die La-Tène-Zeit zurück, wie Spuren alter Schmelzöfen nahe den Bachläufen beweisen. Der Bergbau lässt sich schriftlich ab etwa 1400 nachweisen. Gruben waren die 1465 genannte Eisenzeche, die bereits um 1400 genannte Grube Brüderbund, die ehemals bedeutende Gruben Gilberg, Flußberg und Talsbach am Gilberg und viele weitere. Nach dem Anlegen der Eisenbahnverbindung ins Ruhrgebiet 1861 entwickelte sich der Bergbau bei Eiserfeld zusehends, bis 1894 mehrere Grubenbetriebe sich zur Gewerkschaft Eisenzecher Zug zusammenschlossen. 1960 ging mit der Schließung der Grube die Bergbauzeit in Eiserfeld zu Ende. In den Erzgruben in der Gemarkung wurden 20,6 Mio. Tonnen Eisenerz gefördert.
Seit 1874 bildet Eiserfeld ein selbständiges Kirchspiel, seit dem 1. Januar 1876 gab es das Standesamt Eiserfeld, das am 4. Juli 1939 in Standesamt Niederschelden umbenannt wurde. 1878 wurde Eiserfeld Teil des neuen Amtes Eiserfeld, dessen Sitz in Niederschelden lag. 1859 wurde die alte Kapelle im Ort durch eine neue Kirche ersetzt. 1925 waren von den 5922 Einwohnern 4233 evangelisch, 978 katholisch, 16 jüdisch und 695 sonstiger oder keiner Konfession.
Am 20. Juli 1881 richtete ein Unwetter nach wochenlang anhaltender Hitze schwere Schäden im Ort an.
1883 wurde die Eisern-Siegener Eisenbahn eröffnet, um die Orte Eisern und Eiserfeld sowie die dort ansässigen Grubenbetriebe an die Staatsbahn, die durch Siegen führte anzubinden. 1890 folgte dem Gütertransport der Personenverkehr.
Im Ersten Weltkrieg kehrten 166 Eiserfelder nicht nach Hause zurück. Am 17. August 1924 wurde das Ehrenmal, ein polierter Findling aus dem Ort und eine Kirchenglocke, am Gilberg-Friedhof eingeweiht.
Zwischen dem 1. April 1943 und dem 30. September 1944 ertönte 137 Mal der Luftschutzalarm im Ort. Die Gemeinde blieb jedoch bis zum Sommer 1944 verschont von Angriffen. Die ersten über Eiserfeld fallenden Bomben richteten keine großen Schäden an, erst im März 1945 fielen öfter und vermehrt Bomben auch über den Ort. Die meisten fielen jedoch in Außenbezirke wie der Eisenzeche, dem Bahnhof oder in der Kohlenbach, die Ortsmitte blieb weitestgehend verschont. Dort wurden vier Häuser total zerstört und 15 beschädigt. Am 30. und 31. März wurden zehn Brücken, darunter fünf Eisenbahn- und fünf Straßenbrücken, gesprengt. Am 1. April 1945 zogen die amerikanischen Truppen in den Ort ein. Insgesamt 18 Einwohner starben bei den Geschehnissen. Das Denkmal des Zweiten Weltkrieges steht ebenfalls dort und bildet eine angedeutete Ruhmeshalle. Im Krieg sterben insgesamt 504 Eiserfelder.
Die Stadt Eiserfeld wurde am 1. Juli 1966 durch das Gesetz zur Neugliederung des Landkreises Siegen aus den Ortsteilen Eiserfeld, Gosenbach und Niederschelden aus dem aufgelösten Amt Eiserfeld, Eisern aus dem Amt Wilnsdorf und Oberschelden aus dem Amt Freudenberg gebildet. Am 1. Januar 1975 wurde sie im Zuge des Sauerland/Paderborn-Gesetzes mit den Städten Siegen und Hüttental zur Stadt Siegen zusammengeschlossen. Dort bilden die genannten Orte heute den Stadtbezirk VI (Süd).

## Einwohnerzahlen

### Stadt Eiserfeld in den Grenzen von 1974
Die Zahl vom 6. Juni 1961 entstammt dem zusammengefassten Volkszählungsergebnis der Vorläufergemeinden der Stadt Eiserfeld. Die Zahl vom 27. Mai 1970 stammt ebenfalls von einer Volkszählung. Am 30. Juni 1974 wurden die Einwohnerzahlen im Hinblick auf die bevorstehenden Gemeindezusammenlegungen ermittelt.
| Jahr | Einwohner |
| ---- | --------- |
| 1961 | 21.643    |
| 1966 | 22.675    |
| 1970 | 22.346    |
| 1974 | 22.450    |

### Eiserfeld in den damaligen Grenzen und als heutiger Ortsteil
Einwohnerzahlen des Ortes:
| Jahr    | Einwohner |
| ------- | --------- |
| 1563    | 0192      |
| 1619    | 0328      |
| 1750    | 0382      |
| 1806/08 | 0505      |
| 1818    | 0576      |
| 1839    | 0671      |
| 1846    | 0775      |
| 1855    | 0907      |
| 1858    | 0988      |
| 1864    | 1214      |
| 1867    | 1470      |

| Jahr | Einwohner |
| ---- | --------- |
| 1871 | 1908      |
| 1875 | 2183      |
| 1885 | 3214      |
| 1890 | 3359      |
| 1895 | 3602      |
| 1900 | 4868      |
| 1905 | 5292      |
| 1910 | 5626      |
| 1919 | 5861      |
| 1925 | 5922      |
| 1926 | 6016      |

| Jahr | Einwohner |
| ---- | --------- |
| 1933 | 6233      |
| 1939 | 6578      |
| 1946 | 7850      |
| 1950 | 8635      |
| 1961 | 9506      |
| 1965 | 9815      |
| 1972 | 9794      |
| 1973 | 9805      |
| 1974 | 9693      |
| 1978 | 9193      |
| 1982 | 8921      |

| Jahr | Einwohner |
| ---- | --------- |
| 1986 | 8697      |
| 1990 | 8845      |
| 1994 | 8932      |
| 2001 | 8879      |
| 2004 | 8438      |
| 2006 | 8406      |
| 2008 | 8286      |
| 2009 | 8307      |
| 2010 | 8223      |
| 2011 | 8114      |
| 2012 | 8083      |

| Jahr | Einwohner |
| ---- | --------- |
| 2013 | 8059      |
| 2014 | 8103      |
| 2015 | 8046      |
| 2016 | 8131      |

## Wappen
Der Stadt Eiserfeld wurde am 5. Juni 1939 durch den Oberpräsidenten der preußischen Provinz Westfalen ein Wappen verliehen. Es zeigt das chemische Zeichen für Eisen und schematisch den Eingang des in Eiserfeld liegenden Reinhold-Forster-Erbstollens sowie das Bergmannsgezäh. Die 1966 um die ehemaligen Gemeinden Eisern, Gosenbach, Ober- und Niederschelden erweiterte Stadt führte ab 1967 das ehemalige Amtswappen (verliehen am 18. August 1937) des Amtes Eiserfeld weiter. Es zeigt den geminderten nassauischen Löwen und nahezu naturgetreu den Eingang des Reinhold-Forster-Erbstollens sowie Schlägel und Eisen.

Wappen von 1939–1967
Wappen von 1967–1974

Blasonierungen (Wappen von 1939): „Erhöht geteilt von Gold (Gelb) und Blau, oben das schwarze alchemistische Zeichen für Eisen, unten ein goldenes (gelbes) Stollenmundloch, darin schräg gekreuzt goldene (gelbe) Schlägel und Eisen.“
(Wappen von 1937):„Erhöht geteilt von Blau und Gold (Gelb), oben ein von sieben goldenen (gelben) Schindeln umgebener wachsender rot bewehrter goldener (gelber) doppelschwänziger Löwe, unten ein portalartiges blaues Stollenmundloch, darin schräg gekreuzt ein schwarzer Schlägel und ein schwarzes Eisen.“

## Ehemalige Bürgermeister
- 1973–1975: Richard Kirchner (SPD) († 1998)[21]

## Sehenswürdigkeiten

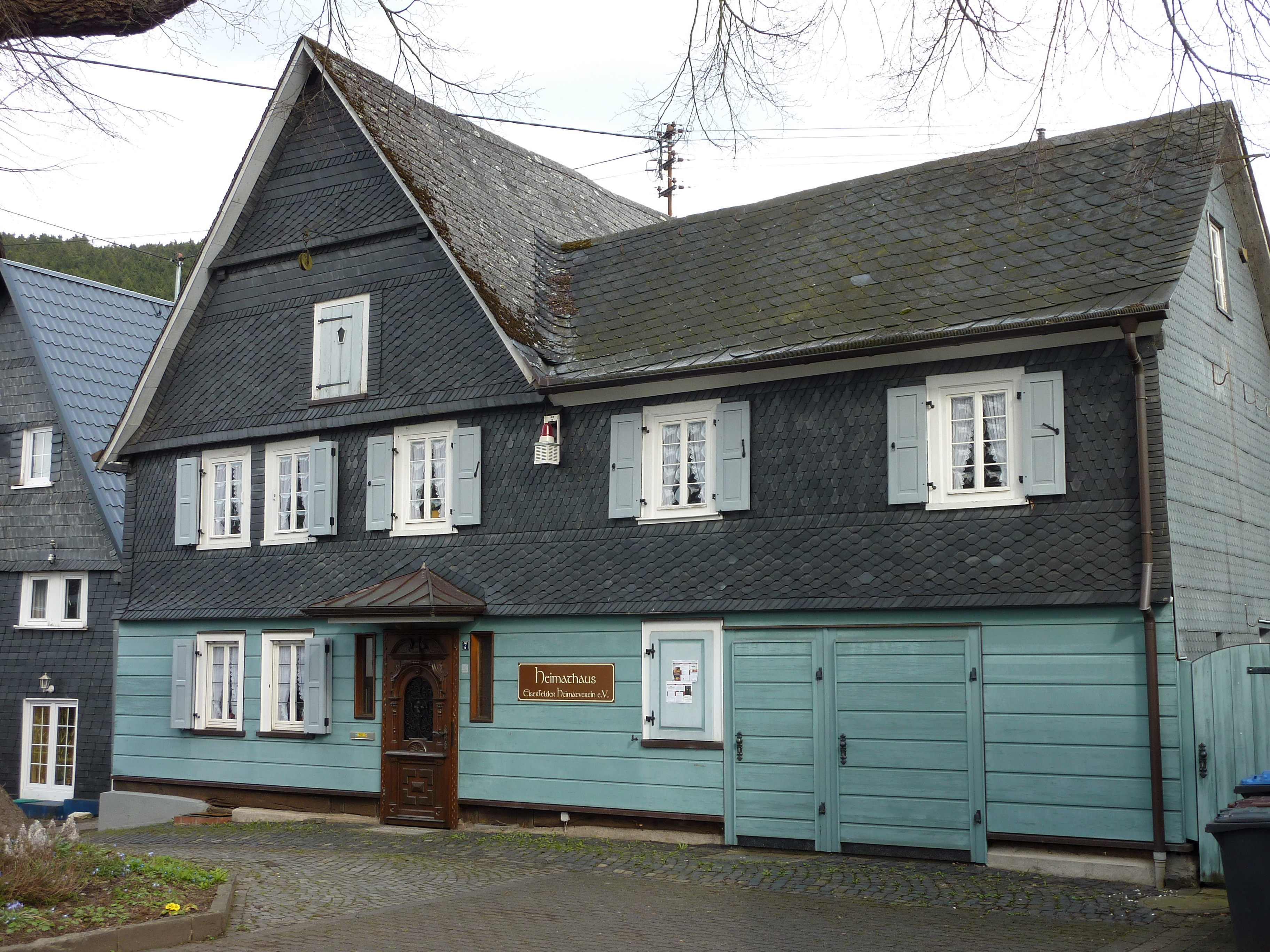
Heimathaus Eiserfeld

Der Reinhold-Forster-Erbstollen, ehemaliger Erbstollen der Grube Eisenzecher Zug, wurde 1805 angehauen und 1902 fertiggestellt. Bis 1983 wurde er zum Besucherbergwerk ausgebaut und ist nun auf einer Länge von 470 m begehbar.
Auf dem 499,2 m hohen Pfannenberg steht der 1934 errichtete Pfannenbergturm, der aus der Konstruktion eines ehemaligen Förderturms der Grube Pfannenberger Einigkeit bei Salchendorf errichtet wurde und heutzutage als Aussichtsplattform genutzt wird. Ein zweiter Aussichtsturm steht bereits seit 1888 auf dem Gilberg zwischen der Eiserfelder Ortsmitte und der Hengsbach. Von ihm kann man den Siegener Süden und Siegen selbst überblicken.
Zudem gibt es das Glockenmuseum Eiserfeld sowie das Heimathaus des Eiserfelder Heimatvereins in der Ortsmitte, in dem Geschichte und Leben in Eiserfeld ausgestellt sind. Auf zwei Etagen sind in dem mehr als 300 Jahre alten Gebäude Fotos und Ausstellungsstücke zur Geschichte von Landwirtschaft, Eisenindustrie und Bergbau ausgestellt. Im Keller befindet sich eine umfangreiche Sammlung von Mineralien.

## Infrastruktur

### Industrie
Industriegebiete gibt es mehrere in Eiserfeld. Eines liegt an der Eiserntalstraße (L 907) auf dem Weg nach Eisern. Ein zweites bildet das ehemalige Betriebsgelände der Grube Eisenzecher Zug im Kesselborntal. Sonstige Industrie befindet sich größtenteils an der Siegtalstraße in Richtung Niederschelden und der Eiserfelder Straße in Richtung Siegen.
1992 eröffnete auf dem ehemaligen Werksgelände von Philips der IHW-Park. Dort befinden sich heute knapp 60 Firmen auf 20.000 m² Bürofläche und 40.000 m² Lager- und Produktionsfläche. Somit ist es das größte Industriegebiet in Eiserfeld.

### Verkehrsanbindung

#### Straßenverkehr

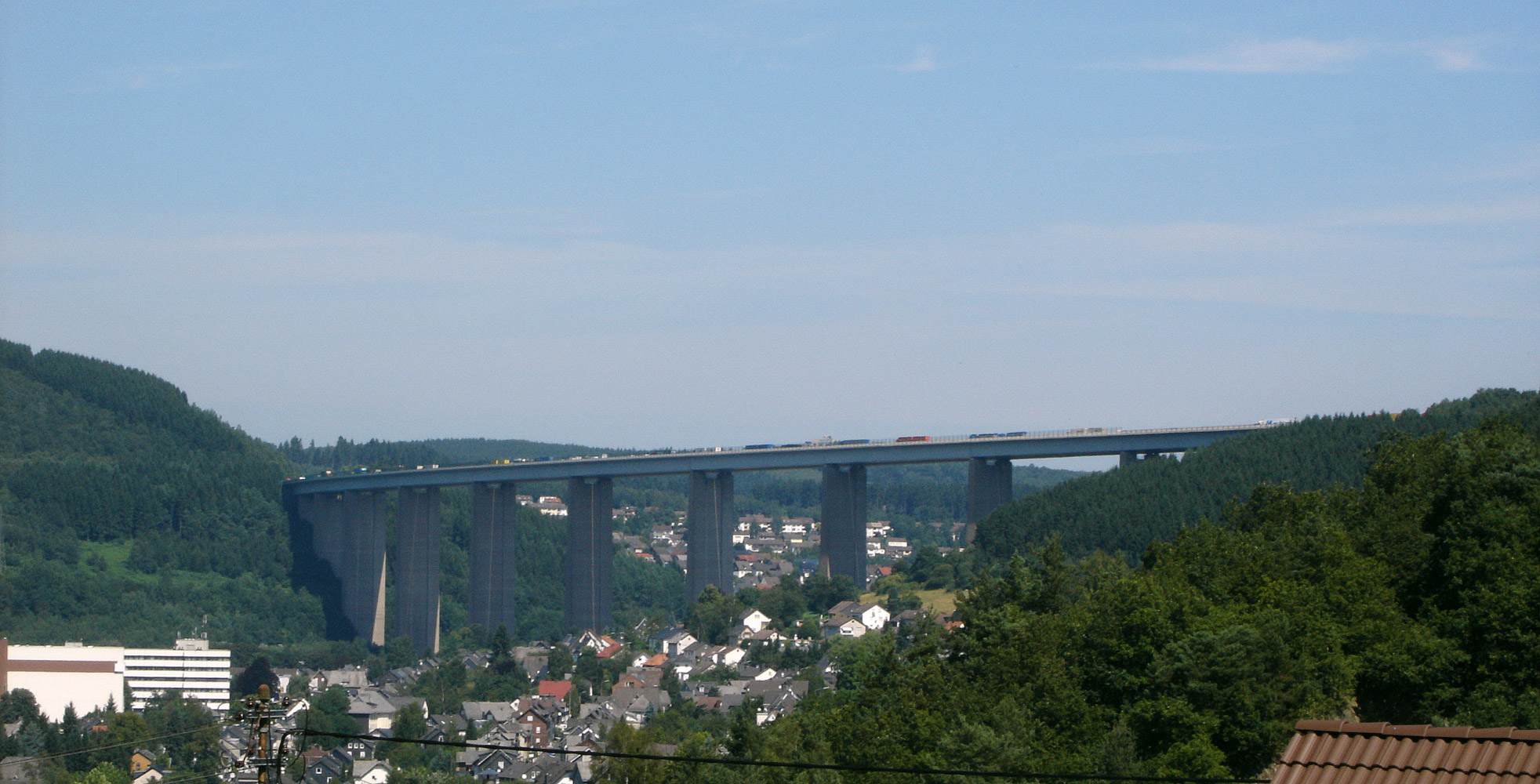
Siegtalbrücke

Eiserfeld ist über mehrere Straßen angeschlossen. Der größte Teil des Ortes liegt an und um die Landstraßen 907 und 531, die im Ort selbst beide auf die Bundesstraße 62 treffen. Die L 907 verläuft im Tal weiter nach Eisern, die L 531 über die Höhe des Spießgebirges und der Schränke in Richtung Salchendorf. Die B 62 verläuft durch das Siegtal. Seit 2014 ist der Kreisverkehr an der Kreuzung in der Ortsmitte fertiggestellt worden, der zusammen mit der HTS den Siegener Süden verkehrstechnisch entlasten und besser anbinden soll.
Die Bundesautobahn 45, die nördlich des Ortes verläuft, kann sowohl über die Abfahrt Siegen-Süd (Eisern) und die Abfahrt Siegen erreicht werden. Im Jahr 2010 wurden die Weiterbaupläne der Hüttentalstraße, die noch vor Eiserfeld endete, wieder aufgegriffen. Am 2. Dezember 2016 konnte die durchgehende Verbindung nach Rheinland-Pfalz mit dem Bühltunnel für den Verkehr freigegeben werden. Der Abzweig in Richtung Eiserfeld wurde im Mai 2017 fertig. Damit ist die Hüttentalstraße (HTS) abschließend vervollständigt und steht dem Verkehr als sogenannte Stadtautobahn dauerhaft zur Verfügung.

#### Schienenpersonennahverkehr (SPNV)

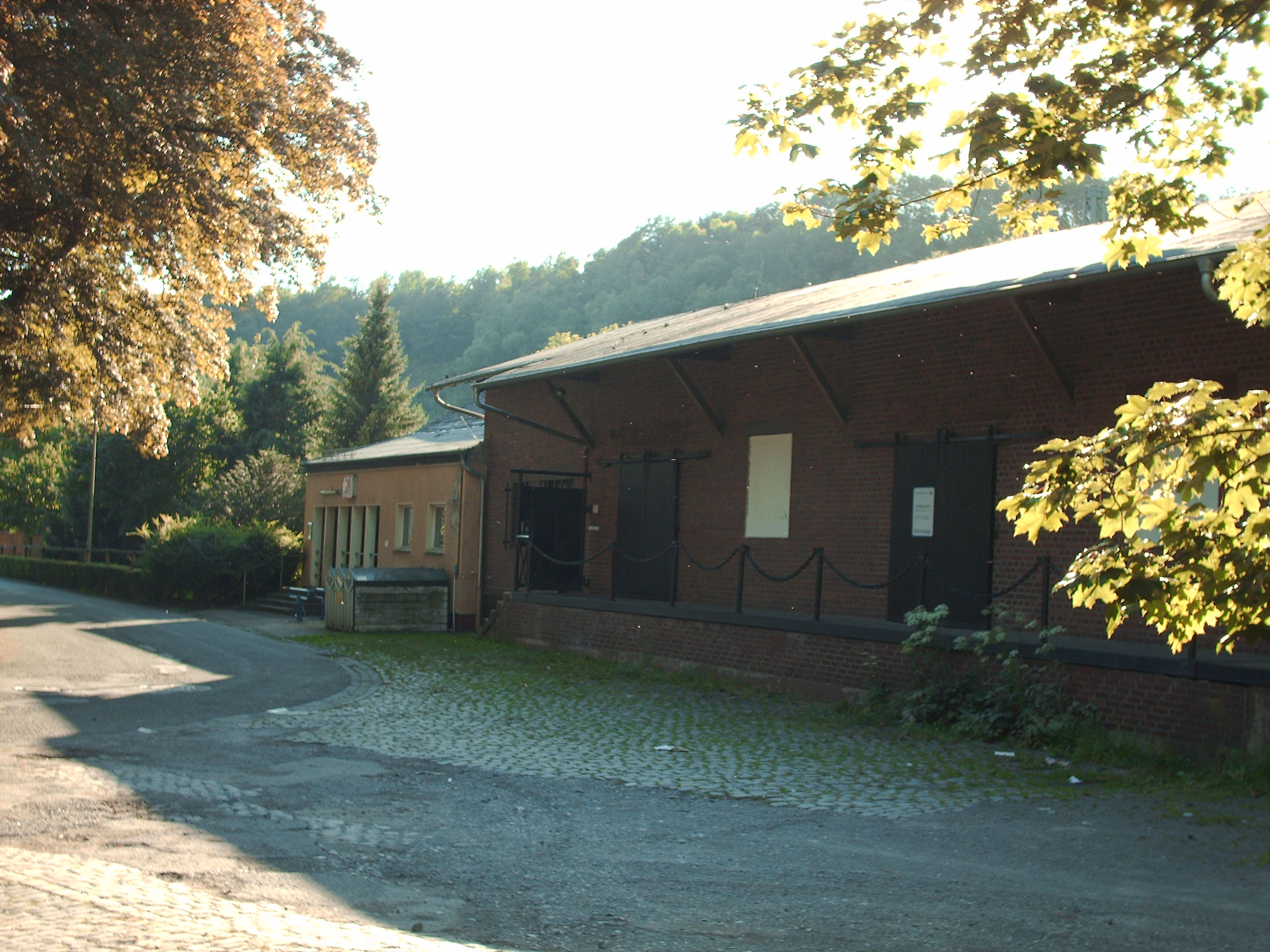
Bahnhof Eiserfeld

Am Bahnhof des Ortes mit dem Namen Eiserfeld (Sieg) verkehren die Regionalbahnlinien RB90 Westerwald-Sieg-Bahn sowie die RB93 Rothaarbahn. Beide Linien werden durch die Hessische Landesbahn, Betriebsbereich Dreiländerbahn täglich im Stundentakt befahren. Zusätzlich halten im Nacht- und Berufsverkehr einzelne Züge des RE 9.
| Linie | Verlauf | Takt                                                          |
| ----- | --- | ------------------------------------------------------------- |
| RE 9  | Rhein-Sieg-Express: Aachen Hbf – Aachen-Rothe Erde – Stolberg (Rheinl) Hbf – Eschweiler Hbf – Langerwehe – Düren – Horrem – Köln-Ehrenfeld – Köln Hbf – Köln Messe/Deutz – Porz (Rhein) – Troisdorf – Siegburg/Bonn – Hennef (Sieg) – Eitorf – Herchen – (Dattenfeld –)* Schladern (Sieg) – (Rosbach (Windeck) –)* Au (Sieg) – (Etzbach –)* Wissen (Sieg) – (Niederhövels – Scheuerfeld (Sieg) –)* Betzdorf (Sieg) – Kirchen – Brachbach (– Niederschelden – Eiserfeld (Sieg))* – Siegen Hbf * Halt einzelner Züge im Nacht- und Berufsverkehr Stand: Fahrplanwechsel Dezember 2023 | 60 min                                                        |
| RB 90 | Westerwald-Sieg-Bahn: (Kreuztal – Siegen-Geisweid – Siegen-Weidenau –)* Siegen Hbf – Eiserfeld (Sieg) – Niederschelden Nord – Niederschelden – Mudersbach – Brachbach – Freusburg Siedlung – Kirchen – Betzdorf (Sieg) – Scheuerfeld (Sieg) – Niederhövels – Wissen (Sieg) – Etzbach – Au (Sieg) – Geilhausen – Pracht Hohegrete – Breitscheidt (Kr Altenkirchen Ww) – Kloster Marienthal (wochentags zweistdl.) – Obererbach – Altenkirchen (Westerwald) – Ingelbach – Hattert – Hachenburg – Unnau-Korb – Nistertal-Bad Marienberg (– Büdingen (Westerw) – Enspel – Rotenhain) (zweistündlich) – Langenhahn – Westerburg – Willmenrod – Berzhahn – Wilsenroth – Frickhofen – Niederzeuzheim – Hadamar – Niederhadamar – Elz (Kr Limburg/Lahn) – Staffel – Diez Ost – Limburg (Lahn) * einzelne Züge an Werktagen Stand: Fahrplanwechsel Dezember 2022 | 60 min 120 min (Westerburg–Limburg an Wochenenden/Feiertagen) |
| RB 93 | Rothaarbahn: Betzdorf (Sieg) – Kirchen – Freusburg Siedlung – Brachbach – Mudersbach – Niederschelden – Niederschelden Nord – Eiserfeld (Sieg) – Siegen Hbf – Siegen-Weidenau – Siegen-Geisweid – Kreuztal – Ferndorf (Siegen) – Kredenbach – Dahlbruch – Hillnhütten – Stift Keppel-Allenbach – Hilchenbach – Vormwald Dorf – Vormwald – Lützel – Erndtebrück – Birkelbach – Aue-Wingeshausen – Berghausen (b Wittgenstein) – Raumland-Markhausen – Bad Berleburg Werktags einzelne Fahrten von Au (Sieg) bzw. Altenkirchen, Samstags 2x von Marburg nach Betzdorf als RB 94 Stand: Fahrplanwechsel Dezember 2021 | 60 min (werktags) 120 min (sonn-/feiertags)                   |

## Schule und Freizeit
Eiserfeld hat mehrere Schulen:
- Grundschulen: „Gilbergschule“ (Die „Eichertschule“ wurde im Jahr 2011 geschlossen)
- Gymnasium auf der Morgenröthe
- Realschule auf der Morgenröthe
- Gesamtschule Eiserfeld
- Hauptschule Eiserfeld (bereits in Niederschelder Gemarkung)

Eiserfeld verfügt über ein eigenes Naturfreibad, genannt Eiserfelder Weiher, das aus einem ehemaligen Mühlenweiher entstand. Seit 1988 ist die DLRG-Ortsgruppe in Eiserfeld für den Betrieb des Bades verantwortlich. 2002 wurde ein Verein zum Erhalt des Bades gegründet. Zudem findet einmal im Jahr zur Eröffnung ein Weiherfest mit Kinderfest und Livemusik auf dem Parkplatz des Weihers statt. Hinter dem Weiher existiert eine Reithalle und ein Reitplatz, vor dem Bad befinden sich ein Sportplatz mit Sportheim. Zwischen Eisernhardt und Gilberg, nördlich der Autobahn, befindet sich ein Segelfluggelände.
Eiserfeld verfügt über eine evangelische und eine katholische Kirchengemeinde sowie über eine Freie evangelische Gemeinde, die bereits seit 1886 besteht und eine Calvary Chapel, die die erste Europas war und in Deutschland die größte bildet.

## Persönlichkeiten

### Ehrenbürger
- Eduard Schneider-Davids (1869–1970); Baurat und Autor
- Otto Krasa (1890–1972); Lehrer und Prähistoriker, Ehrenbürger der Stadt Eiserfeld

### Söhne und Töchter
- Friedrich Stolz (1829–1897), Gewerke am Reinhold-Forster-Erbstollen
- Karl Hartmann (1857–1910), Schöpfer des Eiserfelder Heimatliedes „Wo die Sieg in weitem Bogen…“
- Wilhelm Stolz (1860–1954), Besitzer des Walzwerkes „Alter Hammer“
- Eduard Schneider-Davids (1869–1970), Baurat und Autor
- Luise Beccard-Blensdorf (1881–1956), Heimatdichterin
- Walter Horn (1881–1967), Pädagoge und Astronom
- Hermann Kuhmichel (1898–1965), Künstler
- Friedrich Steinseifer (1935–2004), Generalmajor der Bundeswehr
- Wolfgang Lück (1938–2020), Wirtschaftswissenschaftler und Wirtschaftsprüfer
- Susanne Thurn (1947–2021), Geschichtsdidaktikerin, Leiterin der Laborschule Bielefeld